# 로저스 아레나
로저스 아레나(영어: Rogers Arena)은 캐나다 브리티시컬럼비아주 밴쿠버에 있는 실내 경기장으로 1995년 건설되었다. 현재 NHL 밴쿠버 커넉스의 홈경기장으로 쓰이고 있으며, 과거 NBA 밴쿠버 그리즐리스의 홈경기장으로 사용했다. 2010년 동계 올림픽에서는 아이스하키 경기장으로 쓰였으며, 그 때는 캐나다 하키 플레이스라는 이름을 사용하였다.

## NBA프리시즌 경기
| 날짜             | 팀1                       | 스코어    | 팀2             |
| ---------------- | ------------------------- | --------- | --------------- |
| 2014년 10월 5일  | 새크라멘토 킹스           | 94 - 99   | 토론토 랩터스   |
| 2015년 10월 4일  | 로스앤젤레스 클리퍼스     | 73 - 93   | 토론토 랩터스   |
| 2016년 10월 1일  | 골든스테이트 워리어스     | 93 - 97   | 토론토 랩터스   |
| 2018년 9월 29일  | 포틀랜드 트레일블레이저스 | 104 - 122 | 토론토 랩터스   |
| 2019년 10월 17일 | 로스앤젤레스 클리퍼스     | 87 - 102  | 댈러스 매버릭스 |
| 2023년 10월 8일  | 새크라멘토 킹스           | 99 - 112  | 토론토 랩터스   |
| 2025년 10월 6일  | 덴버 너기츠               |           | 토론토 랩터스   |

## WNBA캐나다 경기
| 날짜            | 팀1         | 스코어  | 팀2           |
| --------------- | ----------- | ------- | ------------- |
| 2025년 8월 15일 | 시애틀 스톰 | 80 - 78 | 애틀랜타 드림 |

| NHL 올스타전 개최 경기장 |                               |                      |
| 1997년                   | 1998년 제너럴 모터스 플레이스 | 1999년               |
| 새너제이 아레나          | 1998년 제너럴 모터스 플레이스 | 아이스 팰리스 아레나 |
|                          |                               |                      |
|                          |                               |                      |

## 같이 보기
- 로저스 센터
- 로저스 플레이스
- 내셔널 하키 리그
- 밴쿠버 커넉스
- 퍼시픽 콜리시엄